# Skorpo (Fjell)
Ne doit pas être confondu avec Skorpo, Skorpo (Kvinnherad) ou Skorpo (Alver).
Skorpo est une île dans le landskap Sunnhordland du comté de Vestland. Elle appartient administrativement à Øygarden.

## Géographie
Rocheuse et désertique, elle s'étend sur environ 830 m de longueur pour une largeur approximative de 330 m.